# Maria del Carmen en Gezellen
Maria del Carmen en Gezellen zijn een groep Spaanse kloosterzusters die tijdens de Spaanse Burgeroorlog werden vermoord, en die door de Rooms-Katholieke Kerk als martelaren zijn erkend.
Maria del Carmen (burgerlijke naam Isabel Lacaba Andia) was de moeder-overste van het klooster van de Conceptionistinnen (Congregatie van de Onbevlekte Ontvangenis) in Madrid. Samen met dertien van haar medezusters werd ze in 1936, tijdens het eerste jaar van Spaanse Burgeroorlog, vermoord tijdens de Terror Rojo (rode terreur). De moordenaars waren extreemlinkse republikeinen.

## Martelaren
De veertien kloosterzusters werden door paus Franciscus I erkend als martelaren. Hun namen:
- Isabel Lacaba Andia
- Petra Peiros Benito
- Asuncion Monedero
- Manuele Prensa Cano
- Balbina Rodriguez Higuera
- Beatriz Garcia Villa
- Ascencion Rodriguez Higuera
- Juana Ochotorena Arniz
- Basilia Diaz Recio
- Clotilde Campos Urdiales
- Ines Rodriguez Fernandez
- Carmen Rodriguez Fernandez
- Maria de San José Ytoiz
- Asuncion Pascual Nieto